# O Homem sem Gravidade
O Homem sem Gravidade é um filme italiano de comédia, drama e fantasia de 2019, dirigido e escrito por Marco Bonfanti e estrelado por Elio Germano, Michela Cescon e Elena Cotta. A trama gira em torno de Oscar (Elio Germano), que, ao nascer, começa a voar mais leve que um balão.

## Elenco
- Elio Germano como Oscar
- Michela Cescon como Natalia
- Elena Cotta como Alina
- Silvia D'Amico como Agata
- Vincent Scarito como David
- Pietro Pescara como Oscar (jovem)
- Jennifer Brokshi como Agata (jovem)
- Andrea Pennacchi como Andrea
- Cristina Donadio como Lucy
- Dieter-Michael Grohmann como Lukas
- Dominique Lombardo como Piero
- Francesco Procopio como Marshal
- Salvio Simeoli como Apresentador de TV
- Agnieszka Jania como Vlady
- Balkissa Souley Maiga como Sissy

## Lançamento
O Homem sem Gravidade está programado para ser lançado em 1 de novembro de 2019 na Netflix.